# The Penniless Prince
The Penniless Prince è un cortometraggio muto del 1911 diretto da Thomas H. Ince.

## Produzione
Il film fu prodotto dall'Independent Moving Pictures Co. of America (IMP). Le riprese furono effettuate a Cuba.

## Distribuzione
Il film - un cortometraggio in una bobina - uscì nelle sale statunitensi il 23 marzo 1911, distribuito dalla Motion Picture Distributors and Sales Company.